# Isole Ebridi
Le isole Ebridi (in inglese Hebrides, in gaelico scozzese Innse Gall) sono un esteso gruppo di isole situate al largo della costa occidentale scozzese. Abitate fin dal Mesolitico, hanno avuto influenze culturali sia celtiche che norrene. Dal punto di vista geologico sono costituite dalle rocce più antiche delle Isole Britanniche.

## Geografia
Geograficamente sono divise in due gruppi:
- le Ebridi Interne, che includono Skye, Mull, Islay, Jura e le Small Isles, tra cui Staffa;
- le Ebridi Esterne, che includono Lewis e Harris, North Uist, South Uist e Saint Kilda.

Spesso viene usato il termine Western Isles (Isole occidentali) per definire le Ebridi nel loro complesso e non, come sarebbe corretto, le sole Ebridi esterne.
Le Ebridi sono un arcipelago situato sulla costa occidentale della Scozia, formato da più di 100 isole, di cui solo una quarantina abitate. Le Ebridi sono divise in due gruppi: le Ebridi Interne e le Ebridi Esterne. Le Ebridi Interne comprendono le Isole di Mull, Islay, Jura, Skye e le isole minori adiacenti, mentre le Ebridi Esterne comprendono le Isole di Lewis e Harris, North Uist, South Uist, Benbecula, Barra e le isole vicine.
Le Ebridi sono rinomate per la loro bellezza naturale, con paesaggi mozzafiato che includono spiagge di sabbia bianca, aspre scogliere, brughiere selvagge, laghi tranquilli e maestose montagne.

## Storia

### Preistoria

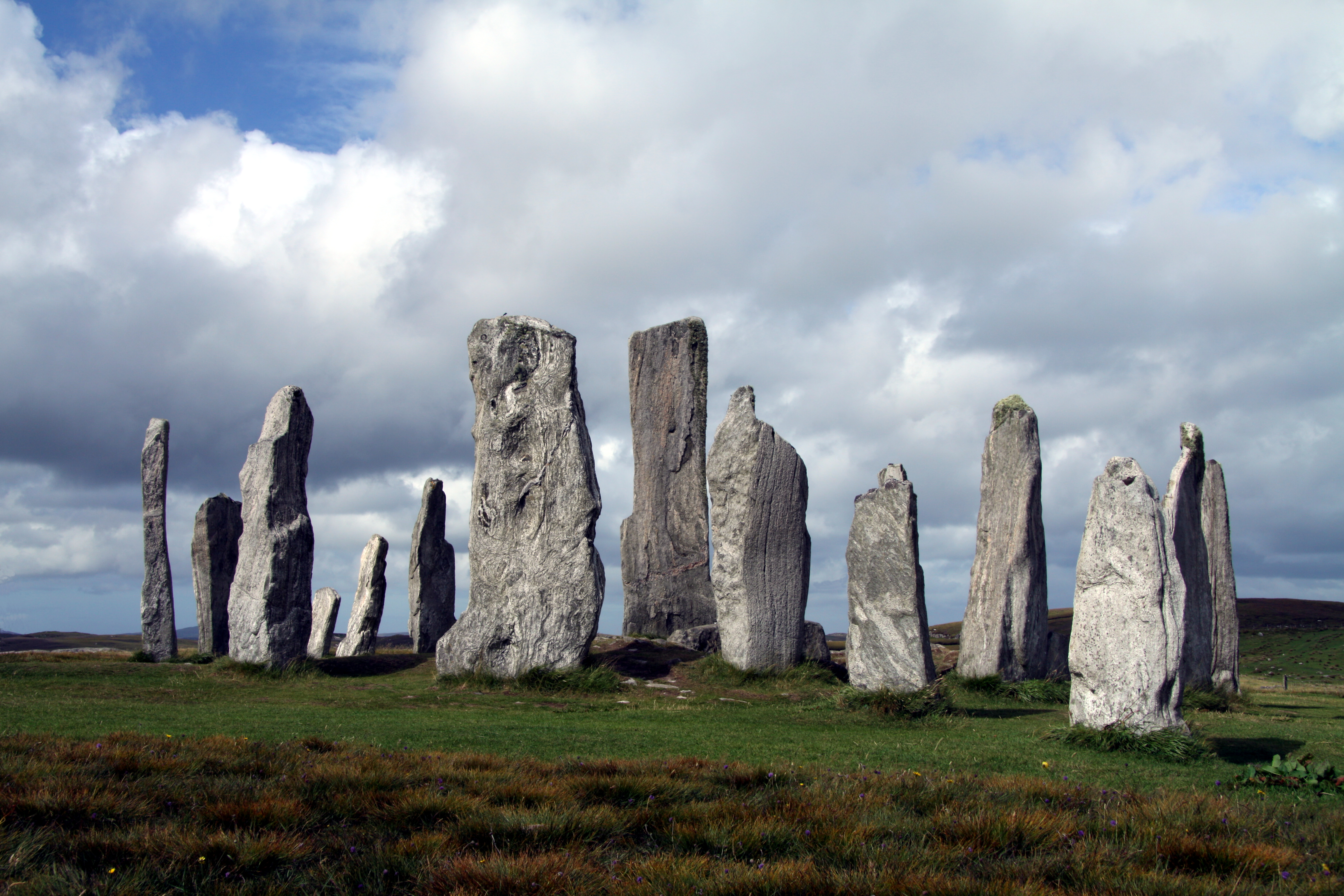
Callanish Stones

Le Ebridi furono abitate a partire dal Mesolitico; vi sono poi molti esempi di strutture del Neolitico, come i megaliti di Callanish.

### Età antica
Nel 55 a.C., lo storico greco Diodoro Siculo scrisse di un'isola chiamata Hyperborea (trad.: "Molto a Nord") e fece un riferimento al cerchio di pietre di Callanish (Callanish Stones).

### Età medievale
I primi documenti scritti che descrivono la popolazione delle isole sono del VI secolo, quando fu fondato il regno di Dalriada. A nord di Dalriada, si ritiene che le Ebridi fossero occupate dai Pitti, tuttavia i documenti storici sono rari. Lo storico James Hunter nel 2000 ha affermato che gli abitanti di queste isole avevano poco a che fare con Bridei I, re dei Pitti nel VI secolo, nonostante ci sia quasi la certezza che essi fossero di cultura e lingua pittica.
Intorno al VII secolo vi giunsero i monaci missionari celti che iniziarono a convertire la popolazione al Cristianesimo.
Le incursioni vichinghe nelle Ebridi iniziarono verso la fine dell'VIII secolo ma il controllo norvegese fu formalizzato nel 1098, quando Edgar di Scozia cedette le isole a Magnus III di Norvegia. Da questo momento in poi le Ebridi fecero parte del Regno dell'isola di Man, i cui sovrani erano vassalli del re di Norvegia. In seguito alla Guerra scozzese-norvegese le Ebridi, insieme all'isola di Man e al Caithness, furono cedute al Regno di Scozia con il trattato di Perth (1266) e i principi norvegesi furono sostituiti da clan di lingua gaelica come i MacLeod di Lewis e Harris, il Donald e i MacNeil dell'isola di Barra.